# Gabriella Jönsson
Gabriella Jönsson, född 15 maj 2001, är en svensk stavhoppare. Inomhussäsongen 2022 tog hon guld på inomhus-SM med ett hopp på 4,06. Under utomhussäsongen samma år satte hon sitt nuvarande personbästa på 4,30 på Ullevi i Göteborg. Vid SM i friidrott 2022 i Norrköping tog hon silver i grenen bakom Lisa Gunnarsson.
Hennes äldre systrar Linnea Jönsson och Annika Jönsson är också stavhoppare.